# 2024 في العراق
تحتوي هذه المقالة على أهم الأحداث التي شهدها العراق في عام 2024. إضافة إلى أهم الشخصيات العراقية التي وُلدت أو تُوفيت في هذه السنة.

## الحُكم
- الرئيس ـ عبد اللطيف رشيد.
- رئيس الوزراء ـ محمد شياع السوداني.

## الأحـداث
- 4 كانون الثاني – أدت غارة جوية أمريكية بطائرة بدون طيار في بغداد إلى مقتل أربعة من حركة النجباء، بما في ذلك القيادي مشتاق طالب السعيدي.[1]
- 7 شباط – اغتيال اثنين من قادة كتائب حزب الله في بغداد بغارة أمريكية بطائرة بدون طيار على سيارتهم.[2]
- 2 نسيان – اصطدمت شاحنة تبريد بمجموعة من الأطفال في البصرة، مما أدى إلى مقتل ستة وإصابة 14 آخرين.[3]
- 27 نيسان – صوت مجلس النواب العراقي على تجريم العلاقات المثلية، بحيث تصل العقوبة القصوى لها إلى السجن لمدة 15 عامًا.[4][5][6]
- 30 تموز – مقتل أربعة عناصر من كتائب حزب الله في غارة أميركية على قاعدة لقوات الحشد الشعبي جنوب بغداد.[7]
- 29 آب – الجيش العراقي يسقط طائرة تركية بدون طيار من طراز تاي أكسونغور فوق مدينة كركوك.[8]
- 31 تشرين الأول – انتخاب محمود المشهداني رئيسًا لمجلس النواب العراقي للمرة الثانية غير متتالية.[9]
- 20 تشرين الثاني – العراق يجري أول تعداد سكاني وطني منذ عام 1997.[10]

## وفـيات
- 4 كانون الثاني، مشتاق طالب السعيدي، قائد عسكري في الحشد الشعبي.
- 30 كانون الثاني، عزيز صالح النومان، أحد قادة حزب البعث ونظام صدام حسين.
- 12 شباط، محمد حياوي، كاتب وفنان تشكيلي عراقي.
- 20 شباط، نزار جمعة علي القصير وهو سياسي عراقي شغل عدة وزارات في التسعينات.
- 24 شباط، أحمد عبد الغفور السامرائي، رئيس ديوان الوقف السني الأسبق.
- 27 شباط، مكي عواد، ممثل كوميدي عراقي.
- 6 أذار، فؤاد فتحي، مغني وملحن عراقي.
- 27 أذار، محمد كاظم الهنداوي، سياسي وعالم مسلم.
- 2 نيسان، كوكب حمزة، ملحن عراقي.
- 4 نيسان، عبد الجبار توفيق البياتي، وزير التعليم العالي الأسبق.
- 10 أيار، باسم عبد الحميد حمودي، كاتب وباحث فلكلوري.
- 12 أيار، عبد الستار البصري، ممثل عراقي.
- 26 أيار، عدنان جعفر، لاعب كرة قدم عراقي.
- 27 أيار، صلاح عمر العلي، سياسي ودبلوماسي ووزير الإعلام الاسبق.
- 21 حزيران، عبد القادر عز الدين، وزير التربية العراقي الأسبق.
- 21 حزيران، صلاح عبود محمود، أحد قادة الجيش العراقي.
- 1 تموز، جعفر عباس حميدي، وهو مؤرخ وأكاديمي عراقي.
- 5 تموز، علي الكيار، لاعب كمال أجسام.
- 5 تموز، عبد الستار الدوري، وهو سياسي عراقي.
- 19 تموز، دريد كشمولة، محافظ نينوى الأسبق.
- 28 تموز، غاندي محمد عبد الكريم الكسنزاني، سياسي ونائب في مجلس النواب العراقي.
- 29 تموز، محيي هلال السرحان، عالم وباحث.
- 17 آب، حمودي الحارثي، ممثل عراقي.
- 27 آب، محمد أحمد الراشد، داعية إسلامي.
- 16 أيلول، أنور جسام، لاعب ومدرب كرة قدم.
- 18 أيلول، نزار الحديثي، وهو أكاديمي ومؤرخ عراقي.
- 25 تشرين الأول، أنيس الراوي، أستاذ جامعي وداعية إسلامي.
- 8 تشرين الثاني، صالح مهدي السامرائي، وهو داعية إسلامي.